# Sunday Concert
Sunday Concert è un album dal vivo del cantautore canadese Gordon Lightfoot, pubblicato nel 1969.

## Tracce
Side 1
1. In a Windowpane – 3:11
2. The Lost Children – 2:47
3. Leaves of Grass – 3:43
4. I'm Not Sayin'/Ribbon of Darkness – 2:54
5. Apology – 4:33
6. Bitter Green – 2:43

Side 2
1. Ballad of Yarmouth Castle – 5:18
2. Softly – 3:16
3. Boss Man – 2:26
4. Pussy Willows, Cat-Tails – 2:53
5. Canadian Railroad Trilogy – 6:41